# 鄧來鸞
鄧來鸞（？—？），字繡倩，號鸣和，江西抚州府宜黄县民籍。明朝政治人物。

## 生平
来鸾登萬曆三十四年（1606年）丙午科江西鄉試舉人，天啓二年（1622年）壬戌科進士。工部观政，三年四月授武昌府推官。黔蜀寇猖，军储仰给楚省，羽檄督催，日三四至，官司告匮，鸾请先借宗禄，措发而速，清各属侵逋以补之。甲子分闱乙丑，桂藩就国，道经武昌，内官欲毁沿河民舍，以便挽舟。鸾不可，但躬督民丁视险隘处，设版筑沙，而齐宿制文为坛借风，其日舢舻晓发，果风作，扬帆飞渡，民居安堵。忌者遂谓筑坛请风，事涉诬罔，中计典。崇祯四年辛未再补汝宁司李，迁南刑部主事，历郎中，升武昌知府，楚民欢若再生。宗藩横，鸾调剂得宜，终鸾在任，无譁者。上游告警，料兵惜饷，疾剧得解官，逾年议以边才起用，固辞。著有《春秋实录》十二卷。

## 家族
父邓伦，䌷思精学，著有《四书翼传》、《庭训语录》。